# كلايد ويلسون
كلايد ويلسون (بالإنجليزية: Clyde Tabor Wilson)‏ هو سياسي بريطاني (وحمل سابقاً جنسية المملكة المتحدة لبريطانيا العظمى وأيرلندا)، ولد في 21 سبتمبر 1889 في المملكة المتحدة، وتوفي في 13 نوفمبر 1971. حزبياً، نشط في حزب المحافظين. في الانتخابات العامة في المملكة المتحدة 1931 ‏، انتخب عضو برلمان المملكة المتحدة الـ36 عن دائرة Liverpool West Toxteth (UK Parliament constituency) ‏ (27 أكتوبر 1931 – 28 مايو 1935).